# Botanika-Steciana
Botanika-Steciana – czasopismo naukowe poświęcone zagadnieniom z zakresu botaniki. Zawiera recenzowane artykuły naukowe, krótkie doniesienia i teksty polemiczne zbierane w działach tematycznych: briologia (od 2009), florystyka i geobotanika, morfologia roślin, anatomia i zmienność roślin. Artykuły publikowane są w języku angielskim. 
Czasopismo znajduje się na liście czasopism punktowanych w Polsce – publikacje otrzymują 5 pkt w 2012 roku. Na stronie internetowej czasopisma dostępne są pełne wersje artykułów w formacie pdf.
Nazwa periodyku nawiązuje do dorobku profesora  Konstantego Steckiego (1885-1978).